# Anne Piquereau
Anne Piquereau est une athlète française, née le 15 juin 1964 à Niort, adepte des haies courtes, licenciée au Stade Clermontois. Elle a participé aux Jeux olympiques d'été de 1988 et de 1992.

## Palmarès
- Détentrice du record de France espoirs du 100 m haies en 1985, en 12" 89
- Détentrice du record de France espoirs du 60 m haies en 1985, en 7" 70
- Détentrice du record de France espoirs en salle du 60 m haies en 1986, en 7" 89 (toujours d'actualité en 2005)
- Détentrice du record de France en salle juniors du 50 m haies en 1983, en 7" 09 (toujours d'actualité en 2005)

- A eu le plus grand nombre de chronos sous les 13" sur 100 m haies en France, durant les 90': 45 au total

- Médaille d'or aux Jeux méditerranéens sur 100 m haies en 1991
- Championne de France du 100 m haies en 1988, 1992 et 1994
- Championne de France en salle du 60 m haies en 1985, 1986, 1987 et 1990
- Meeting de Paris-Saint-Denis sur 100 m haies en 1991

- 2e en Coupe du monde du 100 m haies en 1992
- Vice-championne d'Europe en salle du 60 m haies en 1986
- 2e aux Jeux de la Francophonie du 100 m haies en 1989 et 1994

- 3e à l'Universiade d'été du 100 m haies en 1985
- 3e aux championnats du monde en salle du 60 m haies en 1985
- 3e aux championnats d'Europe en salle du 60 m haies en 1985 et 1994
- 3e en Coupe d'Europe du 100 m haies en 1994
- 3e aux championnats d'Europe juniors du 100 m haies en 1981